# ELVO
Az ELVO (Ελληνική Βιομηχανία Οχημάτων, „görög gépjárműipar”) egy görög járműgyártó cég, amelynek székhelye Szalonikiben található. 1972-ben Steyr Hellas néven alapították, jelenlegi nevét 1987-ben vette fel. Főleg buszokat, teherautókat, katonai járműveket gyárt.

## Történelem
Kezdetben Steyr Hellas S.A. néven Steyr és Puch teherautók, motorkerékpárok és mezőgazdasági traktorok összeszerelésével és gyártásával foglalkozott. A görög katonai és állami hatóságok jelentős teherautó- és buszmegrendelései gyorsan lendületet adtak a cégnek. A traktorgyártó részleg az 1980-as években megszűnt, mivel a vállalat a katonai járművekre összpontosított. 1986-ban megváltoztatta a nevét ELVO-ra.
2000-ben a céget részben privatizálták, amikor a görög Mytilineos fémipari és gépészeti csoport megszerezte a részvények 43%-át, és átvette a vállalat irányítását. 2009-ben a vállalat komoly pénzügyi problémákkal küzdött a lecsökkent megrendelések miatt. 2010-ben ismét a görög állam tulajdonába került.
2019-ben a görög kormány nemzetközi pályázatot írt ki az ELVO részvényeinek eladására. A jelek szerint 2020-ban sikeresen lezárult a cég eladása egy izraeli érdekeltségű konzorciumnak, amelybe a Plasan Sasa Ltd., a Naska Industries SK Group és a görög vállalkozó, Aristidis Glinis tartozik. Források szerint az izraeli konzorcium tette a legmagasabb ajánlatot az ELVO eszközeinek értékesítésére kiírt nyilvános pályázaton, és azt ígérte, hogy a következő öt évben 95 és 135 millió euró közötti befektetést hajt végre.
A felvásárlás 2021. február 14-én ért véget, amikor az izraeli konzorcium átvette az irányítást az ELVO járművek gyártása felett, amelyben a görög fegyveres erők is érdekeltek voltak.